# Matúš Vallo
Matúš Vallo (ur. 18 września 1977 w Bratysławie) – słowacki architekt, aktywista miejski, muzyk i samorządowiec, od 2018 burmistrz Bratysławy.

## Życiorys
W 2004 ukończył architekturę na Słowackim Uniwersytecie Technicznym w Bratysławie. W 2010 kształcił się na Uniwersytecie Columbia w ramach stypendium Programu Fulbrighta. W 2004 współtworzył prywatne studio architektoniczne.
Zaangażowany jako społecznik w działalność ruchów miejskich w Bratysławie, stanął na czele stowarzyszenia „My sme mesto”. Był też inicjatorem akcji „Mestské zásahy”, w ramach której realizowano liczne projekty w przestrzeni publicznej czeskich i słowackich miejscowości. Zajął się także działalnością muzyczną w ramach zespołu Para.
W 2018 wystartował w wyborach na burmistrza słowackiej stolicy jako kandydat niezależny z poparciem centrowych ugrupowań Postępowa Słowacja i SPOLU. Został wybrany na tę funkcję, otrzymując 36,5% głosów. W 2022 z powodzeniem ubiegał się o reelekcję (dostał 60,2% głosów).